# Beleg van Maastricht (1673)
Het Beleg van Maastricht vond plaats tijdens de Hollandse Oorlog tussen 13 juni en 30 juni 1673. Het was koning Lodewijk XIV die Maastricht persoonlijk in wilde nemen, nadat hij de triple alliantie (die hij maar vernederend vond) verbrak en in een plotwending besloot de Zuidelijke Nederlanden aan te vallen.

## Achtergrond
Nadat de Franse troepen al Gent en Brussel hadden aangedaan, marcheerden ze richting Maastricht, een stad die een gedeelde soevereiniteit kende en onder het gezag van de Verenigde Provincies stond, samen met het prinsbisdom Luik. In mei 1672 werd het plaatselijke fort Navagne zelfs ongemoeid gelaten, maar nadat de winter inviel en de bevoorradingsverbindingen wegvielen, besloten de Fransen op 11 juni 1673 de stad te belegeren.
Maastricht had een breekbaar verdrag met de Spaanse troepen in de Nederlanden, waardoor er een Spaanse divisie binnen de stadsmuren gelegerd was. Jacques de Fariaux, opperbevelhebber van de vesting Maastricht, fungeerde als leidinggevende bemiddelaar tussen het Spaanse en Nederlandse kamp binnen de stad. In de loop van 1672 werden voorbereidingen getroffen om een Franse belegering zo goed mogelijk te kunnen afslaan. Zo werden alle bouwwerken binnen het schootsveld van de vesting afgebroken. Het buitenhuis La Motterie langs de Maas in Sint Pieter werd met buskruit opgeblazen.

## Het beleg
Maastricht was de eerste stad die belegerd werd onder leiding van Sebastien Vauban, een meester in militaire tactieken in zijn tijdperk. Naast de beschietingen op de stadsmuren door stellingskanonnen, gaf Vauban het bevel om loopgraven te graven in een zigzagpatroon, waardoor het moeilijk was voor de verdedigers van de stad om een schot te lossen op hun belagers. Door deze constructie konden mineurs de vestingwerken ondermijnen, hier kruitvaten in plaatsen om bressen te slaan.
Op 24 juni was het de feestdag van Johannes de Doper, en koning Lodewijk kwam persoonlijk druk op de ketel zetten om zijn leger vóór die tijd de stad te laten innemen, om het feest vervolgens in de Sint-Servaaskerk te kunnen vieren. Alle mogelijke draagvlonders waren in stelling gebracht en de koninklijke regimenten onder begeleiding van de grijze musketiers leidde een grootscheepse aanval in op de stad, een van de regimenten werd geleid door kapitein-luitenant Charles de Batz de Castelmore, beter bekend als comte d'Artagnan. Na enige strubbelingen wisten de Fransen een deel van de buitenwerken in het zuidwestelijk deel van de Hoge Fronten te veroveren. Hier zouden de zwaarste gevechten plaatsvinden. Toen bleek dat de Franse victorie nabij was, stuurde Lodewijk zijn generaals en maarschalken naar huis, om de overwinning op eigen conto te kunnen schrijven.
Veel Fransen werden alsnog die dag verdreven door de Spaanse divisie, al wisten dertig man de gehele nacht door stand te houden bij de ingenomen vesting. Onder leiding van James Scott, hertog van Monmouth, en zijn Engelse huurlingen, zochten ze een andere manier om de stad in te komen, maar ze kwamen onder hevige druk te staan. Scott besloot om de poel rond de ommuring af te schermen, maar na 300 manschappen verloren te hebben trok hij zich terug. Nadat dit gebeurde, kregen de Nederlanders weer de overhand op de bezette delen van de vesting en de Fransen moesten terugtrekken. Ook toen Scott zijn mannen aanspoorde voor een tweede aanval, wisten de Nederlanders ze nogmaals te verdrijven, waarbij D'Artagnan nabij het Waldeckbastion werd getroffen door een musketkogel en diezelfde dag overleed.
Daarop besloot de Franse koning tot grof geschut over te gaan en zette zware artillerie in, waarna de stad en inwoners zich binnen een week overgaven. Op 1 juli 1673 werd het capitulatieverdrag getekend.

## Gevolgen
In de aanloop naar het beleg, liet stadhouder Willem III van Oranje in 1672 de machtige hoogteburcht van het kasteel Valkenburg opblazen, om te voorkomen dat de Fransen zich hier zouden verschansen. Het kasteel werd nooit meer opgebouwd.
Maastricht en omliggende gebieden bleven tot 1678 onder Franse soevereiniteit. Gedurende die periode zuchtte het Luiks-Limburgse Maasland onder de aanwezigheid van Franse, Staatse, Spaanse en keizerlijke troepen. Sommige plaatsen wisten sauvegardes te verkrijgen, maar werden desondanks toch slachtoffer van inkwartiering, plundering of brandschatting. In Maastricht zelf verloren de protestanten hun in 1632 verkregen rechten. Protestantse kerken werden teruggegeven aan de katholieken en in de magistraat werden nog slechts katholieken benoemd. Burgers en boeren uit de omgeving werden gedwongen mee te werken aan het herstel en de uitbreiding van de vestingwerken.
In de zomer van 1676 trachtte Willem III van Oranje-Nassau bij het Beleg van Maastricht (1676) de stad te heroveren, wat jammerlijk mislukte. Bij de Vrede van Nijmegen in 1678 werd de oorlog tussen Nederland en Frankrijk beëindigd en werd Maastricht opnieuw een tweeherige stad: deels Luiks, deels Staats. Wel slaagden de Fransen erin enkele andere strategisch gelegen Zuid-Nederlandse steden te behouden.

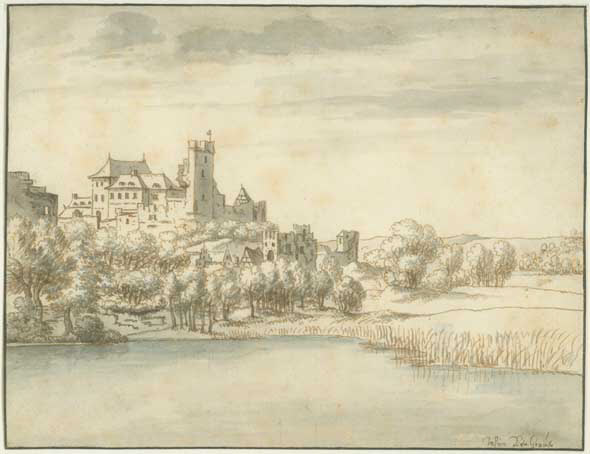
Kasteel Valkenburg kort voor de verwoesting (Josua de Grave, 1669)
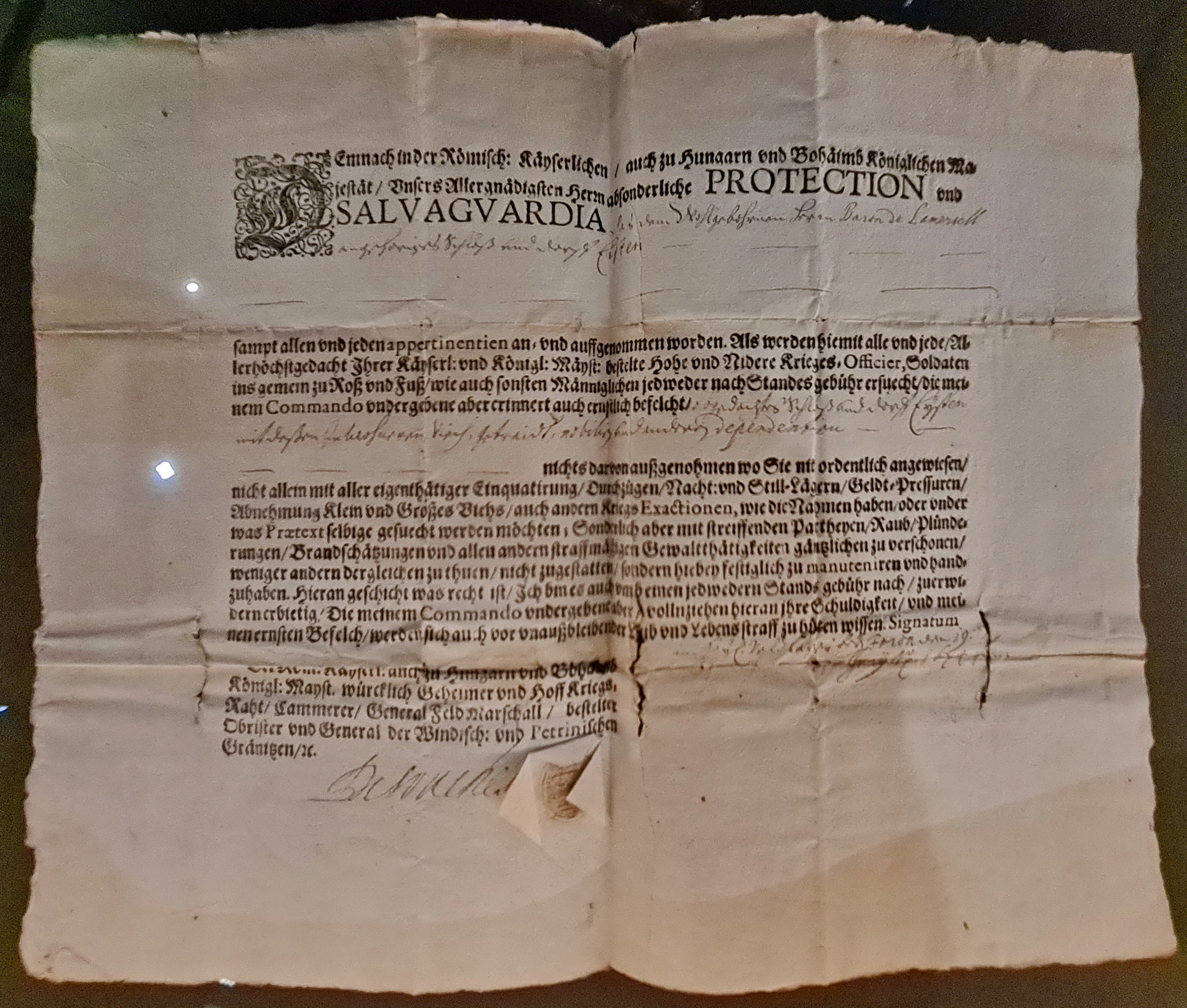
Sauvegarde van Oostenrijks bevelhebber Raduit de Souches voor de burgers van Eijsden (1674)
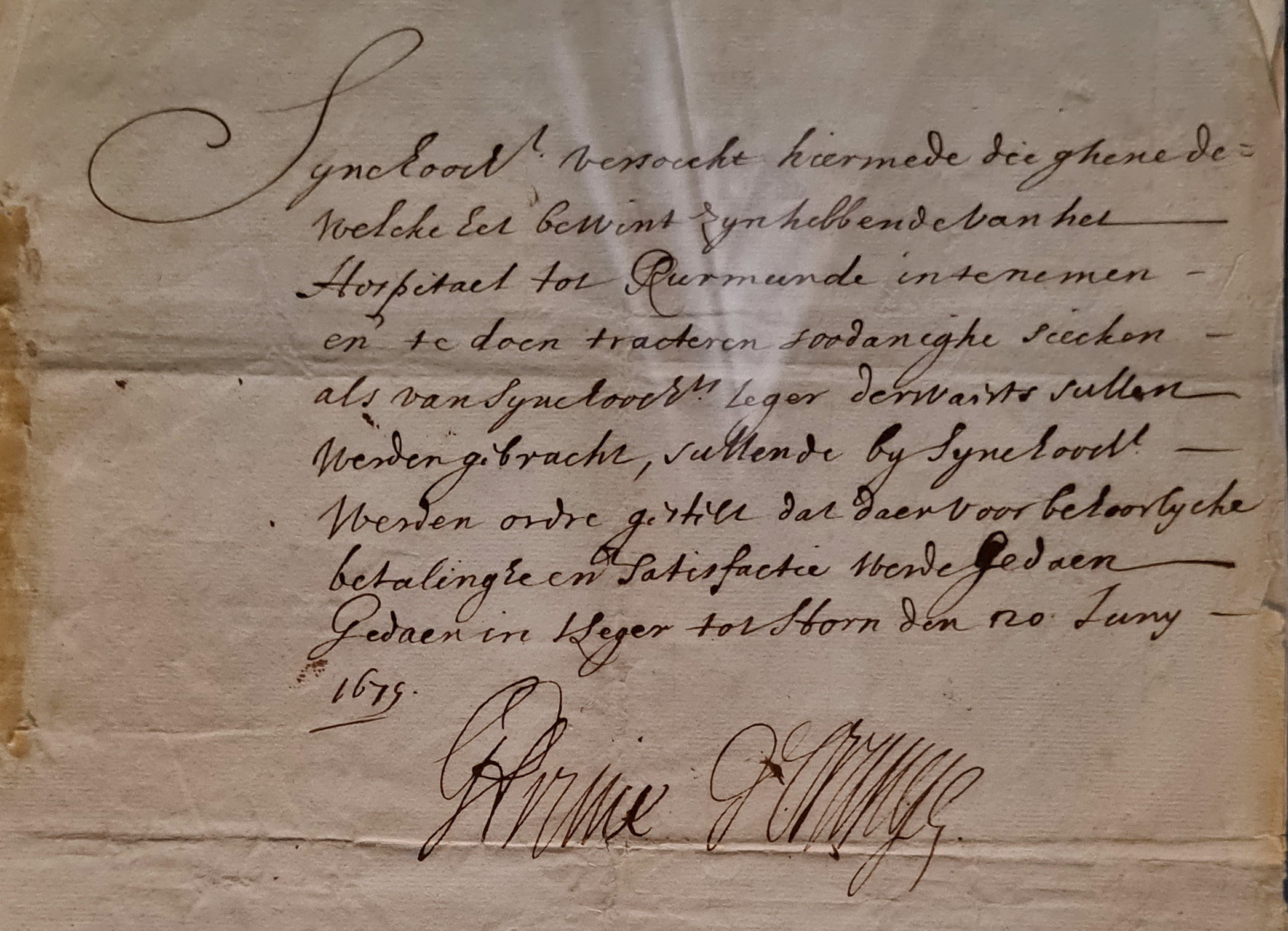
Verzoek van Willem III aan het hospitaal te Roermond om gewonde en zieke soldaten op te nemen (1675)
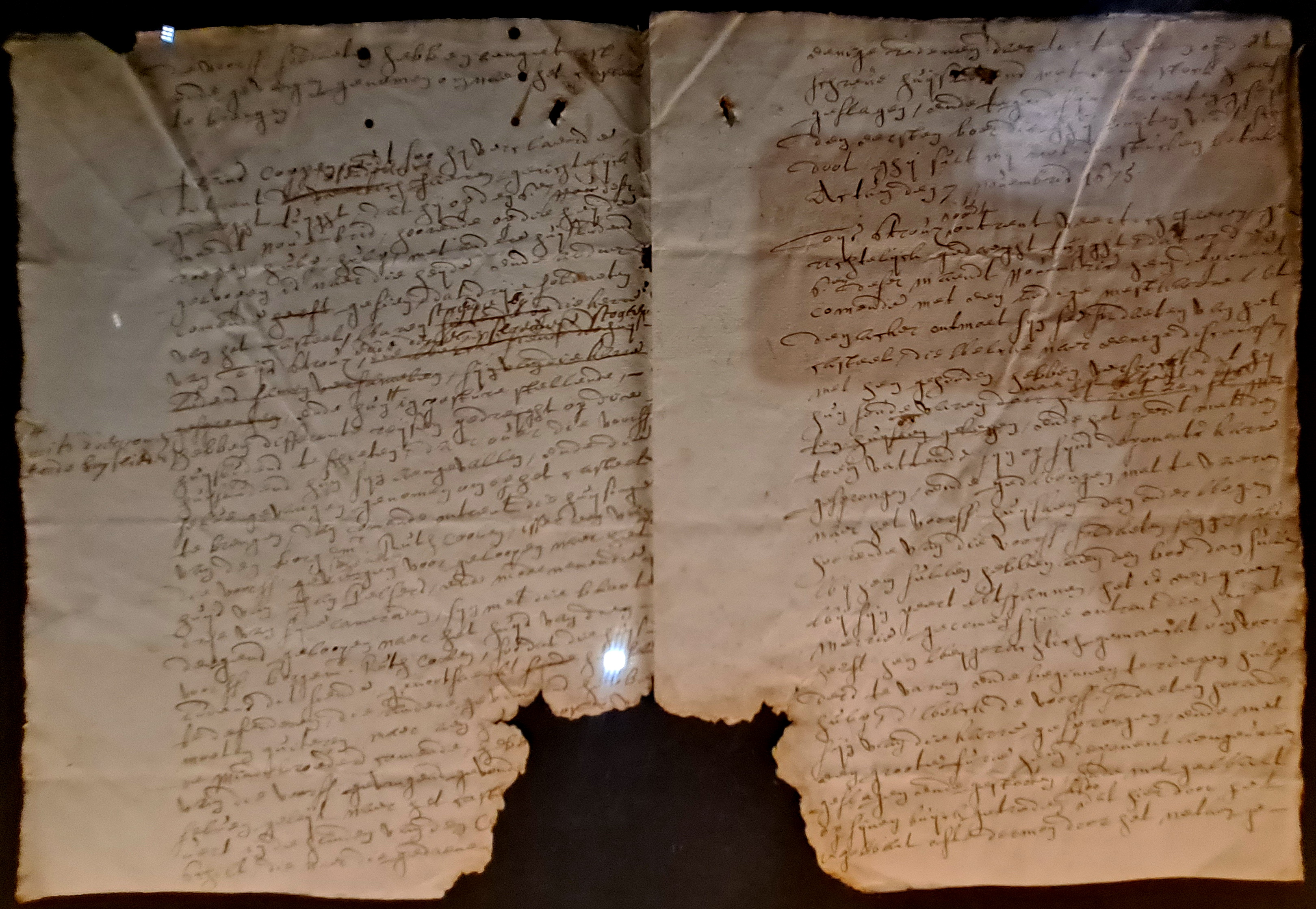
Getuigenis van geweldpleging door Staatse soldaten in Weert (1675)

## Vauban, Monmouth en D'Artagnan
Vauban behaalde bij het beleg van 1673 zijn eerste belegeringssucces; er zouden nog vele steden vallen onder zijn gezag wat hem diverse titels op zou leveren. Later zou hij ook vestingen bouwen (zoals in Rijsel en Besançon) in plaats van ze af te breken. Ook in Maastricht werd een plan van zijn hand voor de gedeeltelijke vernieuwing van de Hoge en Lage Fronten door de Fransen tussen 1673 en 1675 uitgevoerd. Daarvan is alleen het Jekerkanaal, een aquaduct dat de inundatie van de Bossche Fronten moest verbeteren, nog over.
De Engelse hertog van Monmouth werd door de Fransen geprezen vanwege zijn inzet tijdens het beleg, maar de Nederlanders hadden geen hoge dunk van hem, omdat hij enkele malen was gevlucht. Ironisch genoeg bevond Scott zich na de vrede van 1678 aan Nederlandse zijde en leidde een aantal jaren later een aanval op de Fransen. In 1685 werd hij in Londen onthoofd.
Charles de Batz de Castelmore, graaf d'Artagnan, vond zijn einde tijdens het beleg, op 25 juni 1673. Hij zou anderhalve eeuw later uitgroeien tot een literaire held in de romanserie Les trois mousquetaires van Alexandre Dumas père. Een van de door de Fransen in de periode 1673-78 gebouwde buitenwerken van Maastricht was de Demilune des Mousquetaires, een ravelijn, dat naar D'Artagnan en zijn kompanen vernoemd werd. In Maastricht herinneren diverse beelden en plaquettes aan hem, onder andere een bronzen standbeeld nabij de Jezuïetenwal in het Aldenhofpark. In de Maastrichtse wijk Biesland is sinds 1963 een D'Artagnanlaan en een Castelmorelaan.

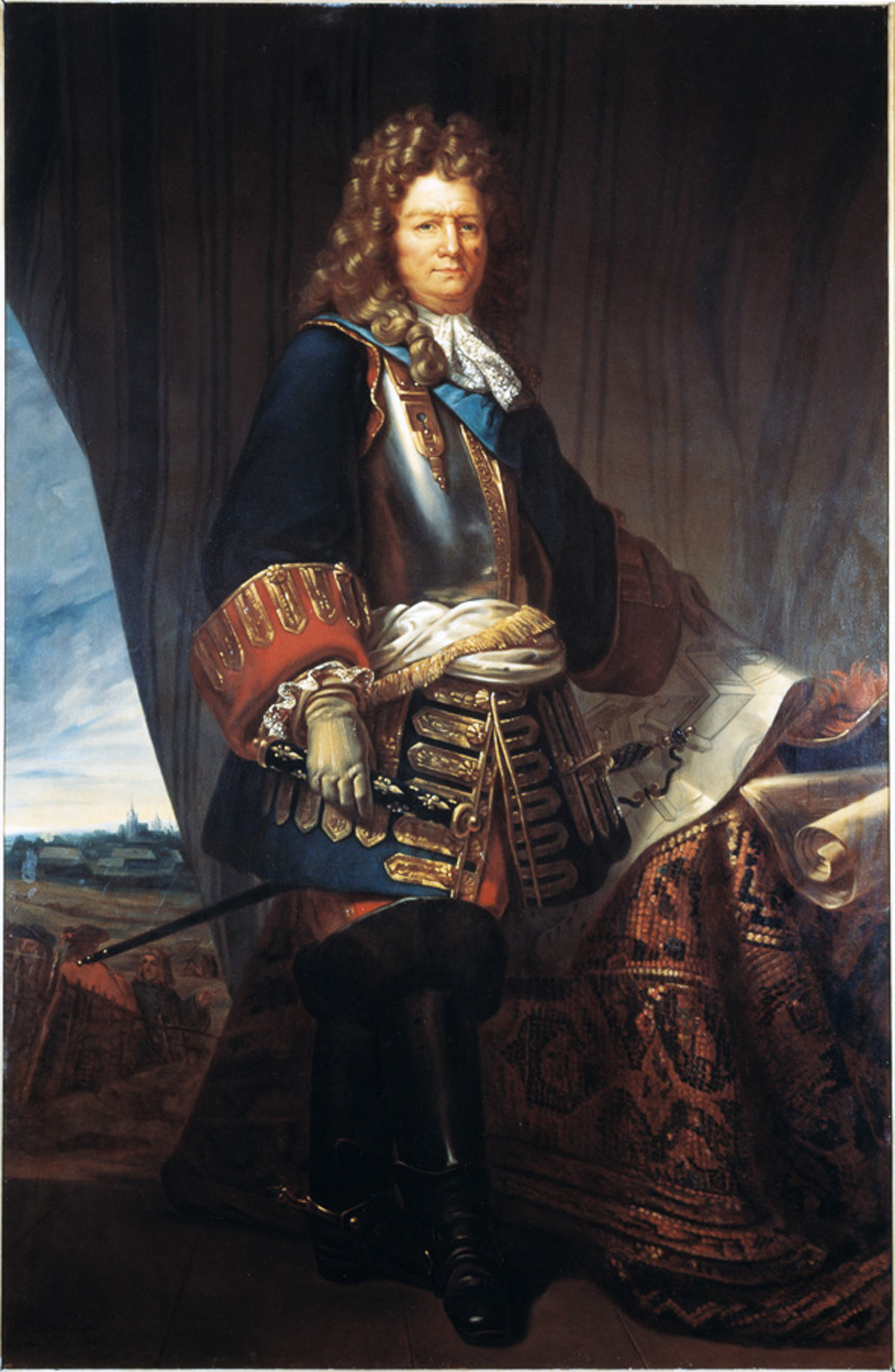
Vauban
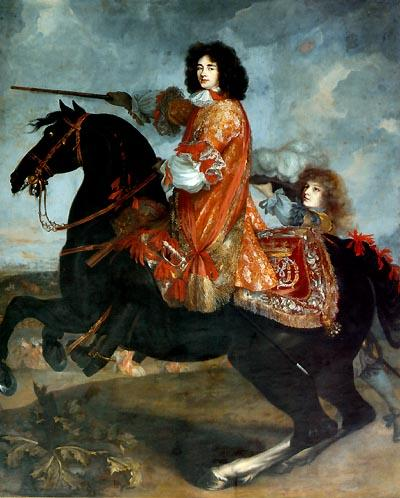
Monmouth
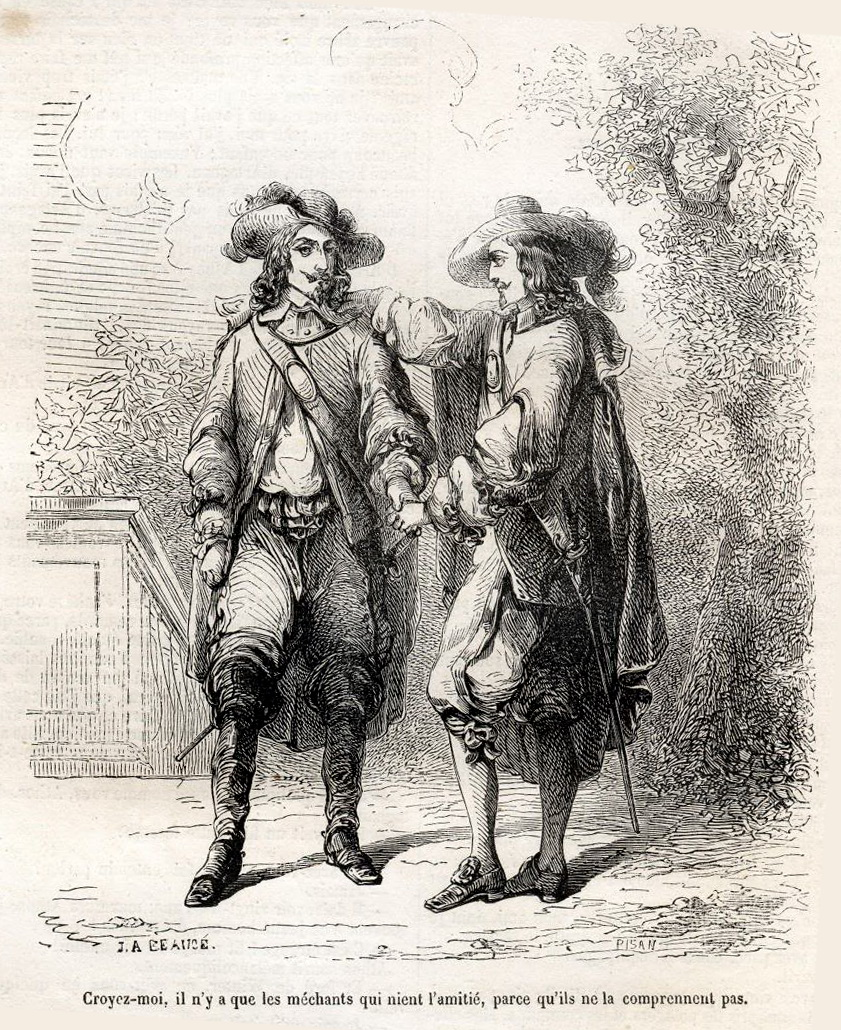
Uit: De drie musketiers
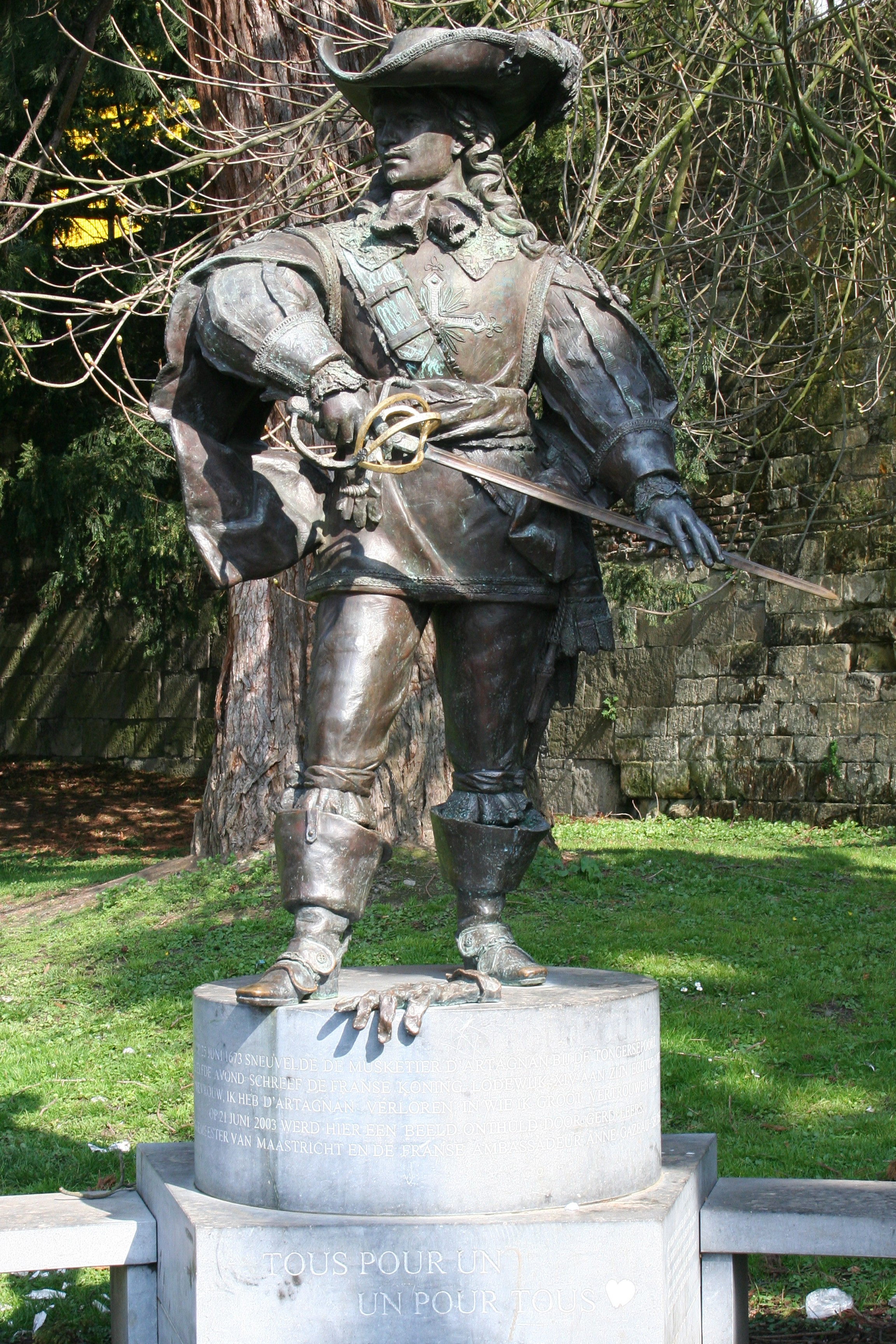
Standbeeld D'Artagnan

## Het beleg in de kunst

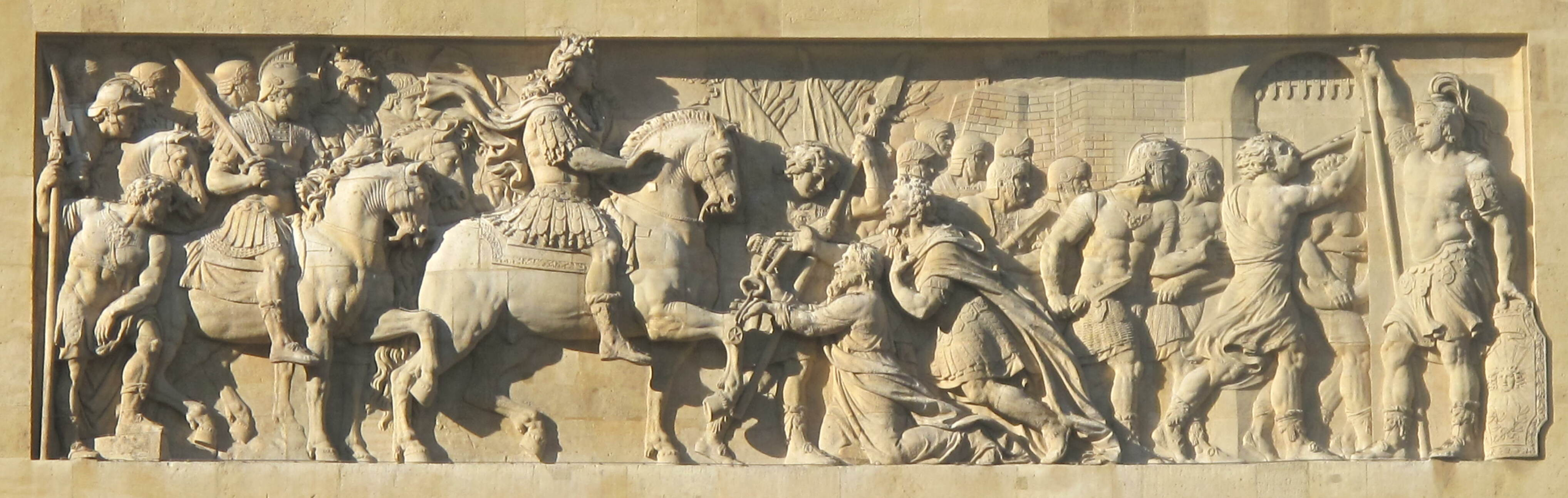
Detail van de Porte Saint-Denis met reliëf van Michel Anguier (1673). De inname van Maastricht is naar de Romeinse tijd verplaatst

De verovering van Maastricht gold als een van de grote militaire successen van Lodewijk XIV en werd een belangrijk onderwerp in de kunstzinnige verheerlijking van de daden van de Zonnekoning. Het beroemdste voorbeeld is wellicht de Inname van Maastricht door de koning in dertien dagen van Charles Le Brun op het plafond van de Spiegelzaal in het Paleis van Versailles (foto hieronder, voorgrond rechts). Andere kunstenaars die zich met dit onderwerp bezighielden waren: Pierre Mignard, Adam Frans van der Meulen, Daniel Marot en Michel Anguier. Eergenoemde schilderde een ruiterportret van Lodewijk XIV met op de achtergrond Maastricht. Van het portret bestaan diverse varianten, sommige van Mignard zelf, andere van navolgers. Bij enkele versies ontbreekt de door een engel aangereikte lauwerkrans. Michel Anguier is de beeldhouwer van de Porte Saint-Denis in Parijs. Op de noordelijke façade van de triomfboog voor Lodewijk XIV zijn diverse verwijzingen naar Maastricht te vinden, onder andere het reliëf boven de poortdoorgang met een geromaniseerde voorstelling van de inname van Maastricht, het wapen van Maastricht in een van de trofeeën, en de tekst QUOD TRAIECTUM AD MOSAM XIII DIEBUS CEPIT ("die Maastricht in 13 dagen innam").

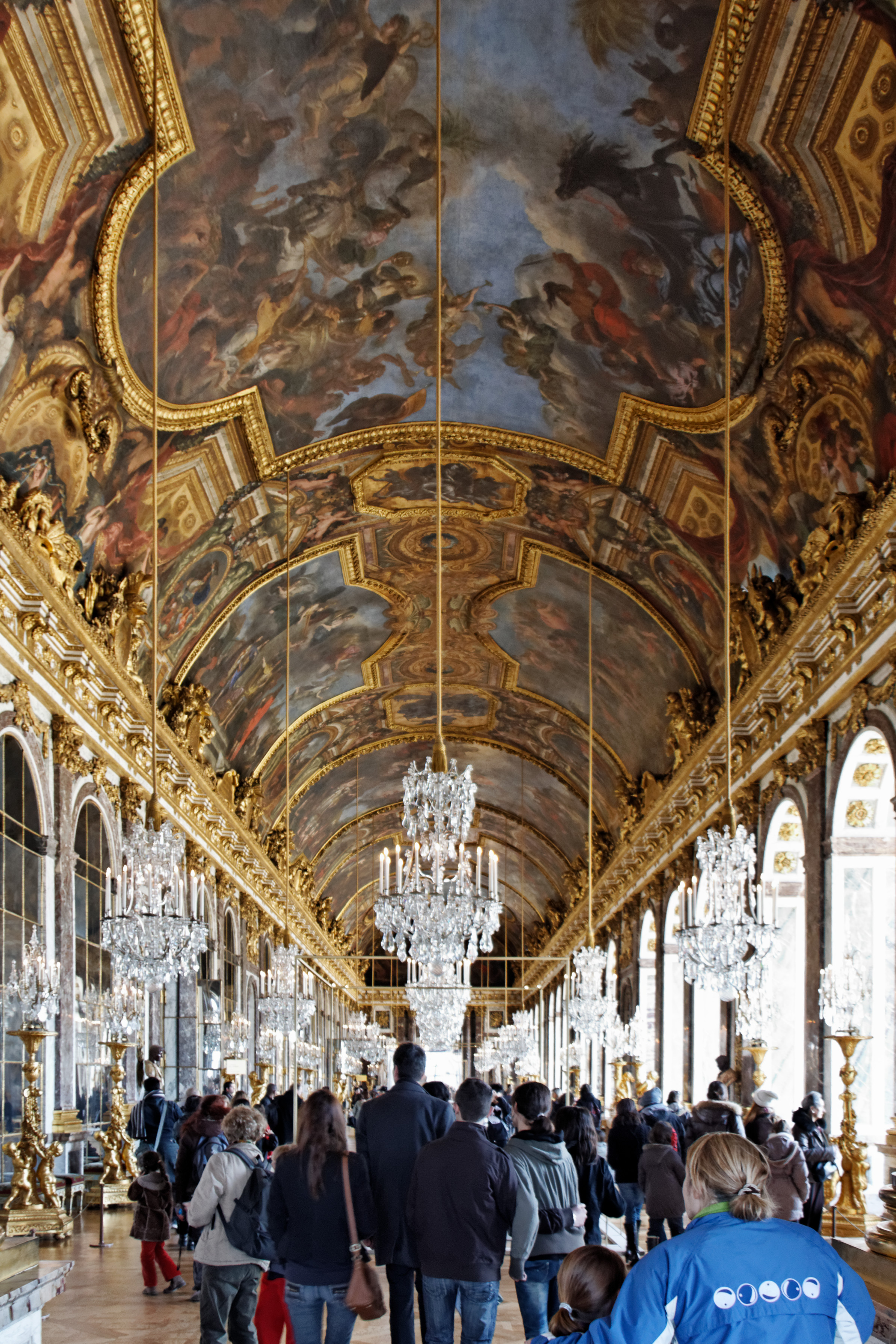
Charles Le Brun: Inname van Maastricht (plafondschildering Spiegelzaal Versailles)
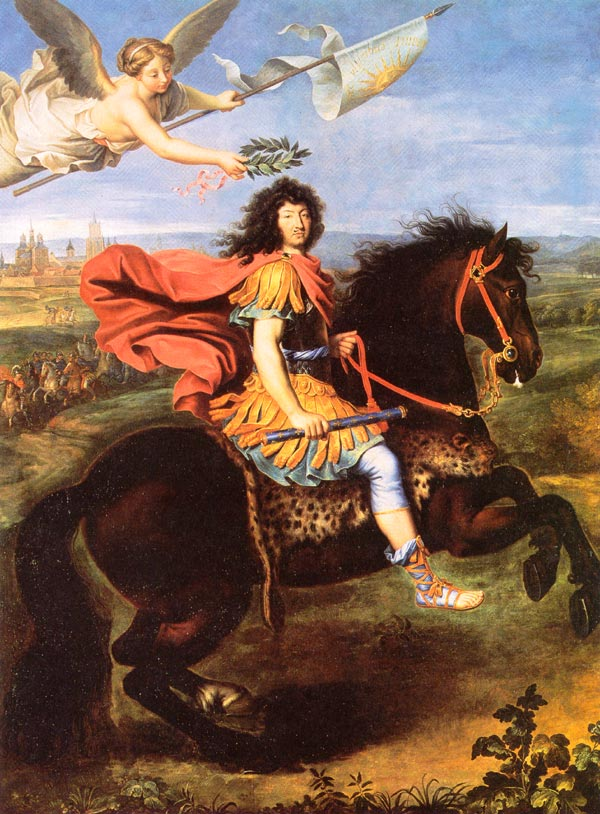
Pierre Mignard: Lodewijk XIV voor Maastricht (Galleria Sabauda, Turijn)
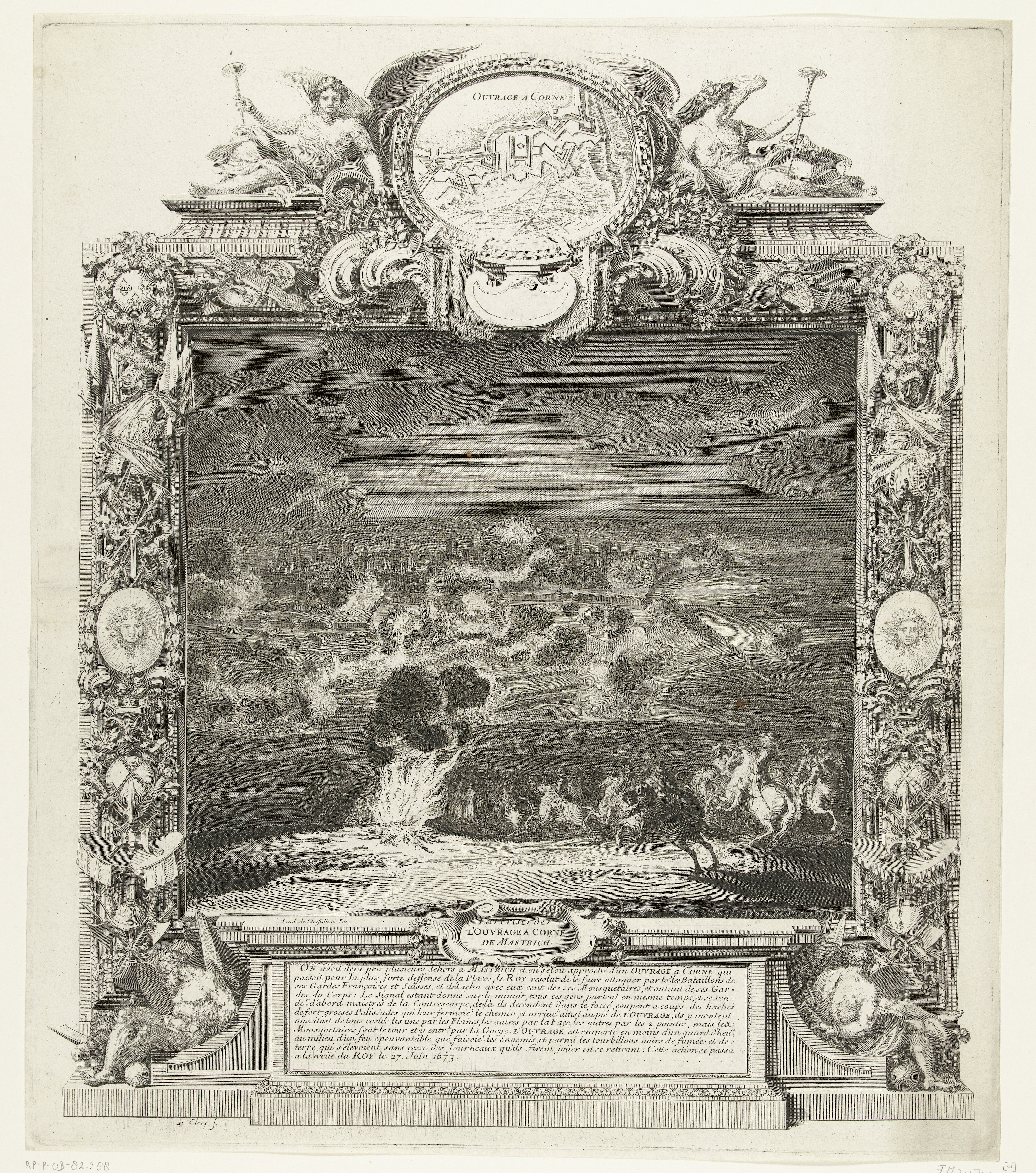
Sébastien Leclerc: La prise de l'ouvrage a corne de Mastrich, ca. 1690
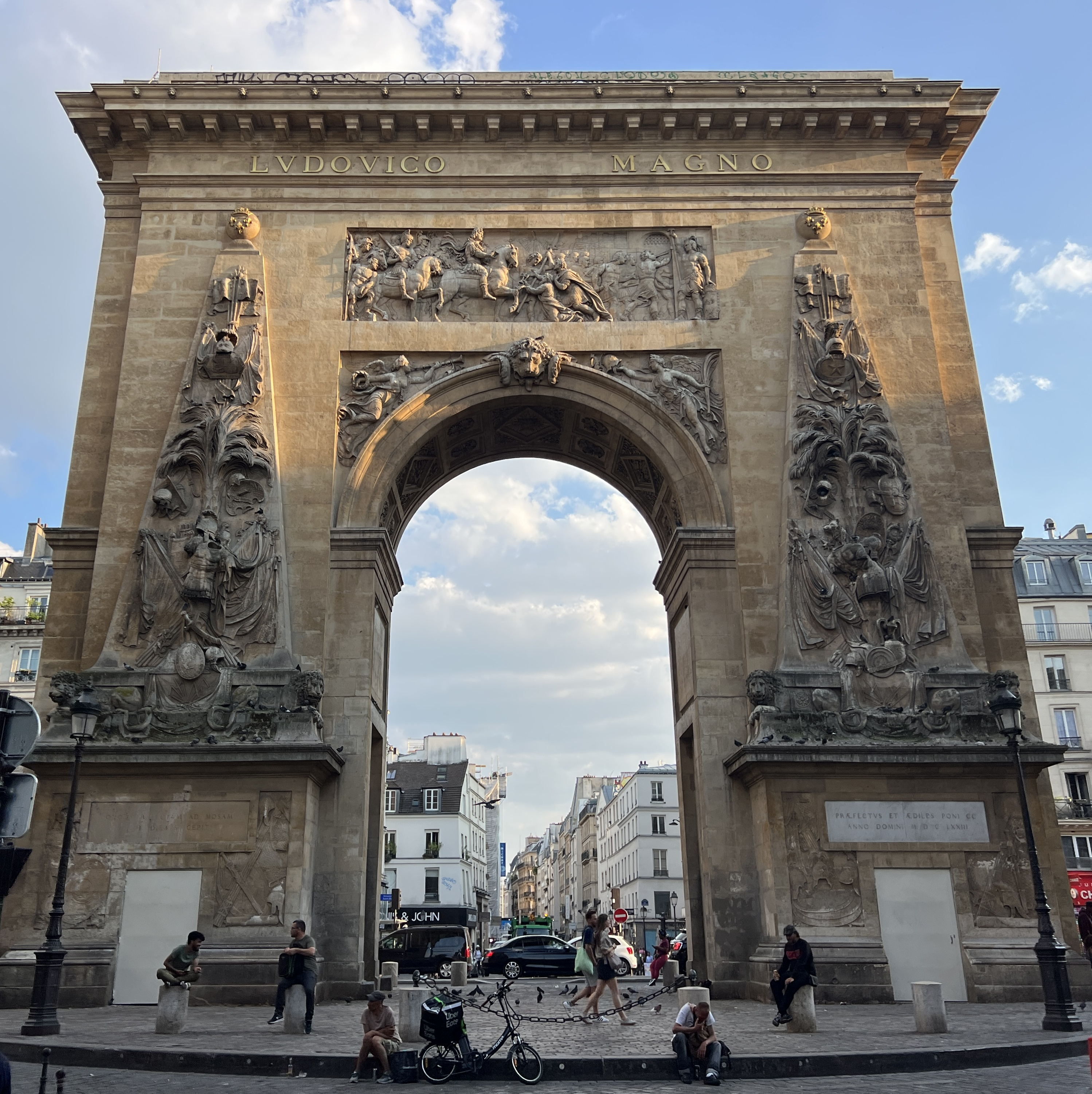
Porte Saint-Denis, Parijs, met diverse verwijzingen naar de inname van Maastricht

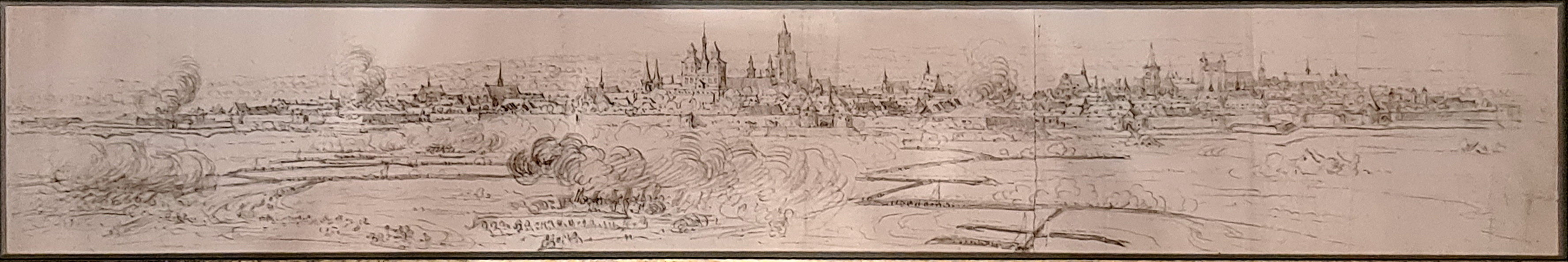
Tekening van het beleg door Adam Frans van der Meulen (Fondation Custodia, Parijs)

De Zuid-Nederlander Adam Frans van der Meulen geldt als de voornaamste hofschilder van Lodewijk XIV. Hij volgde de koning op al zijn veldtochten, waardoor zijn nauwkeurige tekeningen, prenten en schilderijen, naast hun kunsthistorische waarde, een belangrijke bron van informatie vormen. Van het beleg van Maastricht maakte hij meerdere schilderijen, die vervolgens talloze malen werden gekopieerd, wellicht ook in zijn eigen atelier. Het oorspronkelijke schilderij, getiteld Arrivée de Louis XIV au camp devant Maastricht ("Aankomst Lodewijk XIV in het legerkamp te Maastricht"), bevindt zich waarschijnlijk in het Louvre te Parijs. Het Limburgs Museum in Venlo bezit zowel een getrouwe kopie van dit schilderij, als een kleinere versie die meer inzoomt op de koning en zijn gevolg.

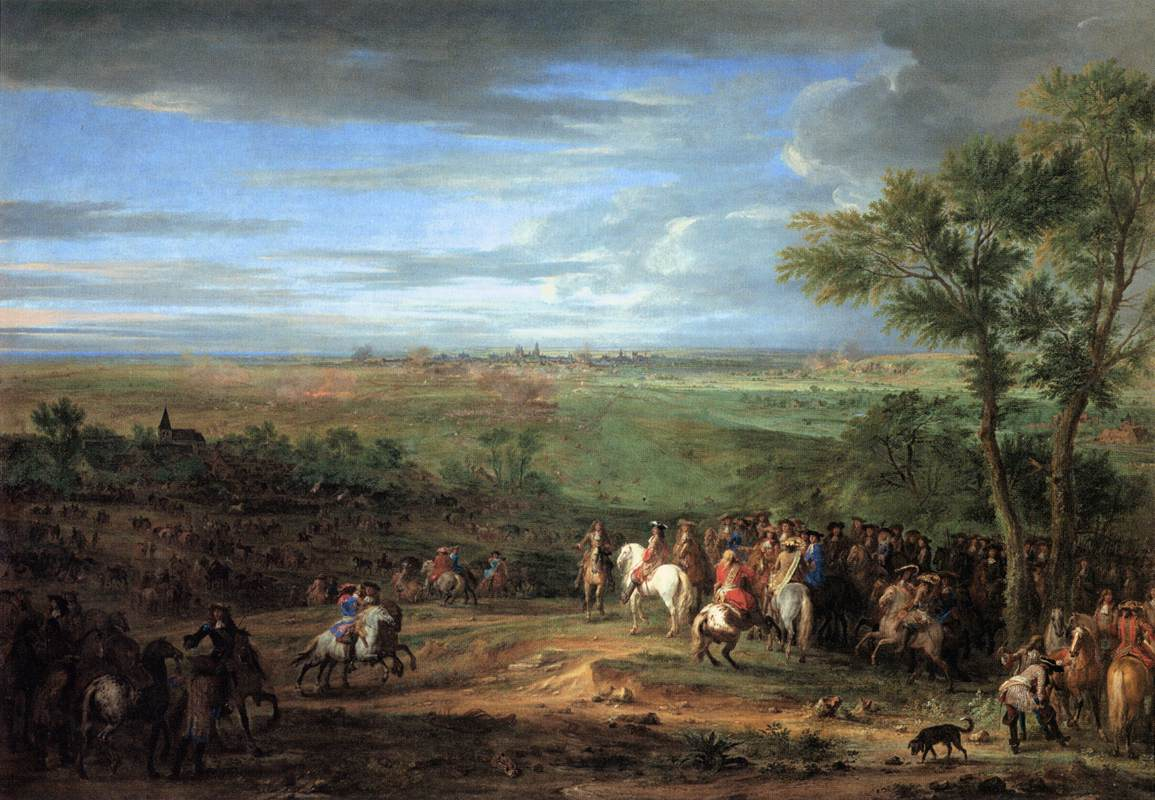
Adam Frans van der Meulen: Arrivée de Louis XIV au camp devant Maastricht (Louvre)
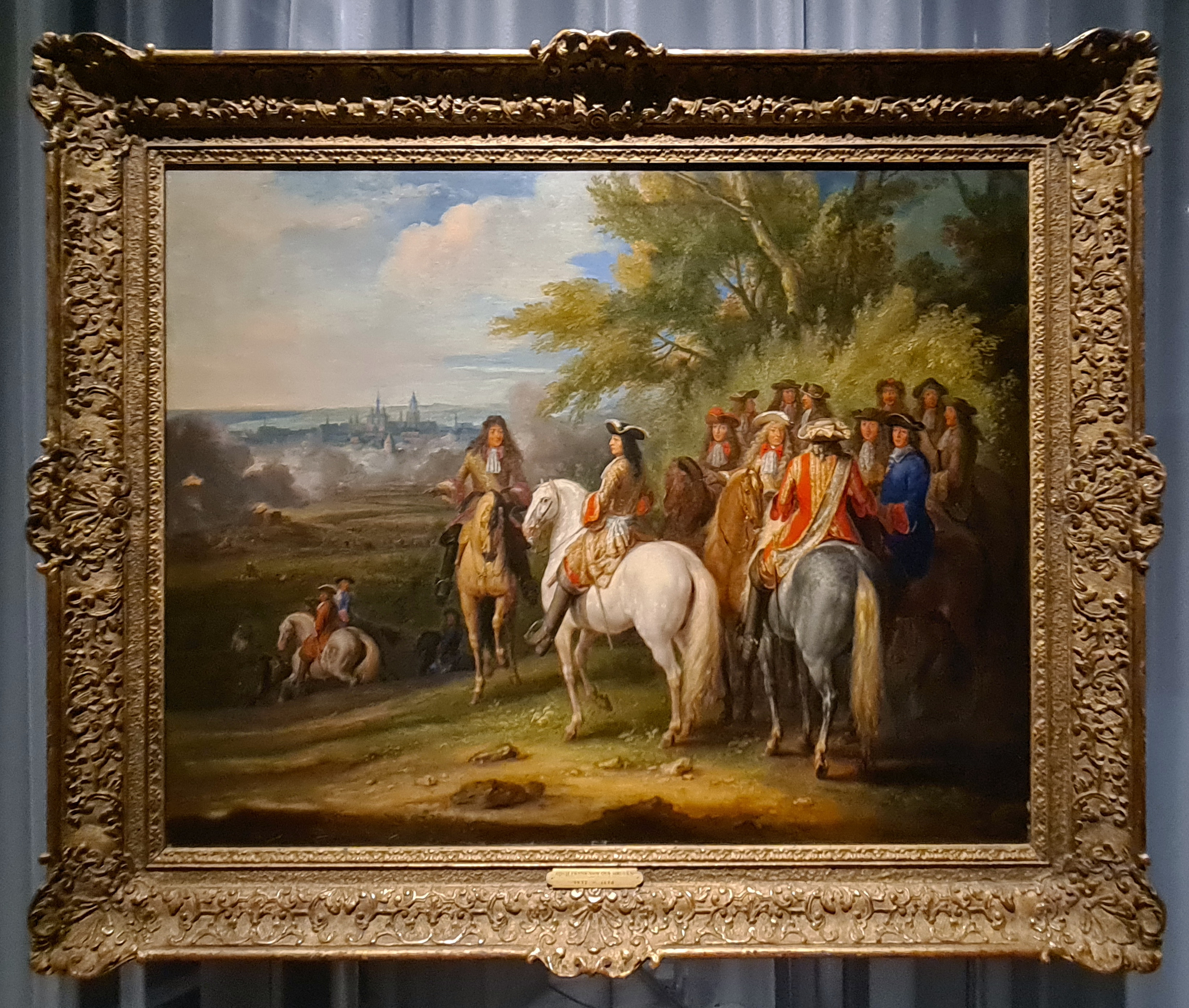
Een iets kleinere versie (Limburgs Museum, Venlo)
Gravure van het oorspronkelijke schilderij
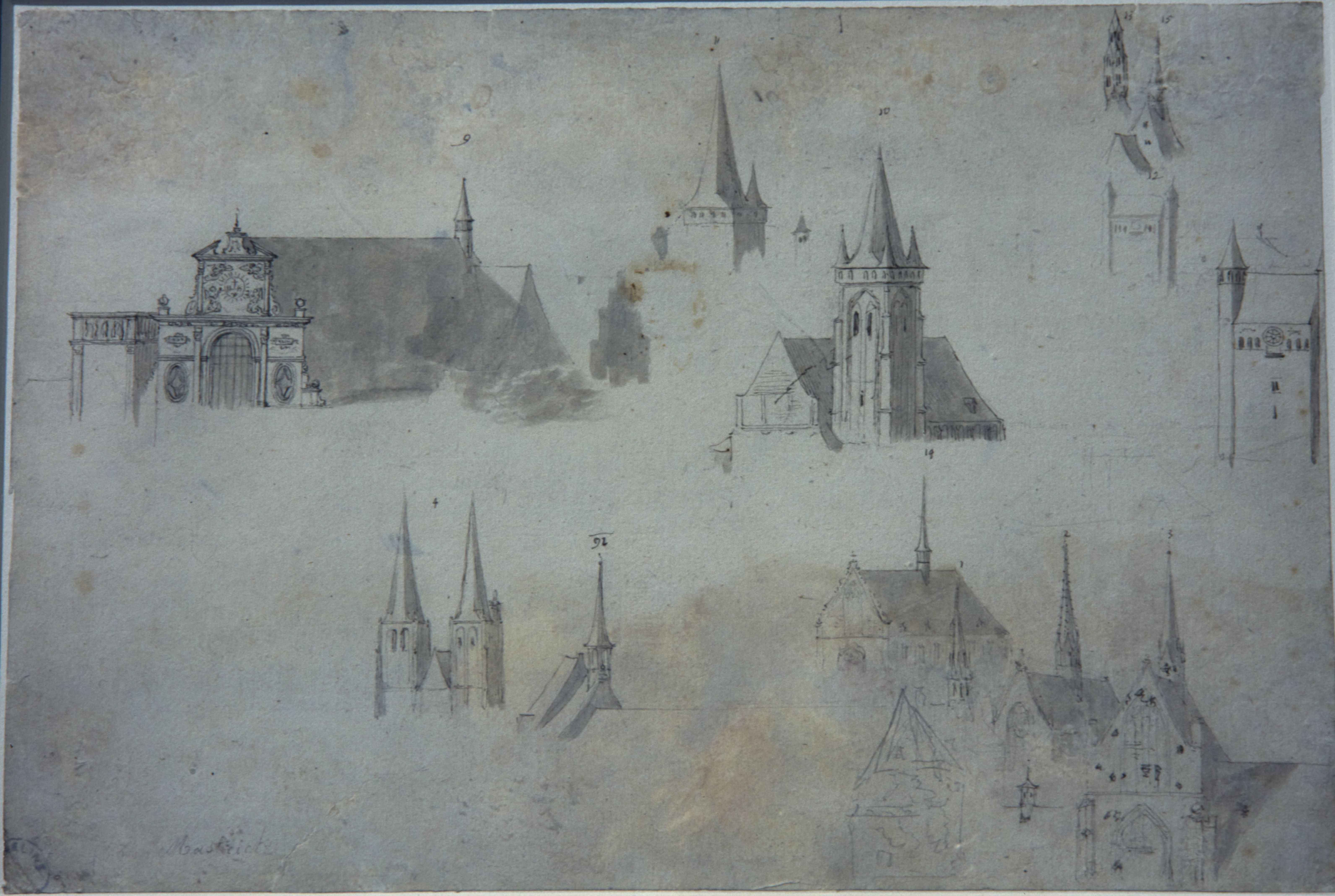
Studieschets van kerktorens voor het panorama van Maastricht

881: Plundering door Vikingen ·
1204: Luiks-Loons beleg ·
1267: Beleg door Hendrik van Gelre ·
1303: Beleg door Jan & Pieter van Bar ·
1334: Beleg door Adolf van der Mark ·
1407-08: Beleg door Luikenaren ·
1576: Spaanse Furie ·
1579: Beleg door Parma ·
1632: Beleg door Frederik-Hendrik ·
1634: Beleg door De Moncada ·
1638: Verraad van Maastricht ·
1673: Beleg door Lodewijk XIV ·
1676: Beleg door Willem III ·
1747: Slag bij Lafelt ·
1748: Beleg door Maurits van Saksen ·
1793: Beleg door De Miranda ·
1794: Beleg door Kléber ·
1814: Blokkade (6e Coalitieoorlog) ·
1830-33: Blokkade (Belgische Opstand) ·
1940: Bezetting (WO2) ·
1944: Bevrijding (WO2)